# Elementarbücher des Kommunismus
Die Elementarbücher des Kommunismus sind eine deutschsprachige kommunistische Buchreihe mit grundlegenden Werken des Kommunismus von Marx, Engels, Lassalle, Lenin u. a. Sie wurde von Hermann Duncker herausgegeben und erschien von 1923 bis Anfang der 1930er Jahre. Die monografische Reihe erschien in Berlin bei [Viva] Vereinigung internat. Verlags-Anstalten bzw. dem Internationalen Arbeiter-Verlag.
Die folgende Übersicht erhebt keinen Anspruch auf Aktualität oder Vollständigkeit:

## Bände
Den eigentlichen Titeln nachgestellten Erläuterungen wurden größtenteils dem Vollständigen Verlagsverzeichnis 1932 entnommen, nach dem die folgenden Angaben erstellt wurden. Angaben wie „Zuerst 1923“ beziehen sich auf das erste Erscheinen in dieser Reihe.
- 1 Marx-Engels: Das Kommunistische Manifest. Mit Vorreden von Marx und Engels sowie wichtigen Materialien zur Geschichte des Bundes der Kommunisten. Herausgegeben mit Vorwort und Fremdwörterverzeichnis von Dr. H. Duncker. 8. erweiterte und durchgesehene Auflage, 1932, 100 Seiten. Zuerst 1923, DNB 580664163.

- 2 Karl Marx: Lohnarbeit und Kapital. Mit der Einleitung von Engels (1891) und einem Anhang: Ein im Nachlaß von Marx aufgefundener Entwurf über den Arbeitslohn (1847). Mit Vorwort und Fremdwörterverzeichnis von Dr. H. Duncker. Diese Schrift enthält die Vorträge, die Marx 1847 im Brüsseler Deutschen Arbeiterverein hielt; sie ist eine leicht verständliche Darstellung des Grundgesetzes der marxistischen Oekonomie. 6. Auflage, 1932, 69 Seiten. Zuerst 1923, DNB 580664082.

- 3 Karl Marx: Lohn, Preis und Profit. Vortrag gehalten 1865 im Generalrat der „Internationale“. Mit Vorwort und einem Anhang: Materialien zur Gewerkschaftstheorie von Marx und Engels. Herausgegeben von Dr. H. Duncker. Diese Schrift vermittelt dem Leser die wichtigsten Lehren des I. Bandes des „Kapital“, die Wert- und Mehrwerttheorie. 6. Auflage, 1932, 80 Seiten. Zuerst 1923, DNB 580664368.

- 4 Karl Marx: Briefe an Kugelmann. (1862–1874.) Mit einer Einleitung von Lenin. Durch diese Einleitung zu einer russischen Ausgabe erhält der Leser einen lehrreichen Hinweis über die Fülle des in den Briefen enthaltenen politischen Materials. Die 2. Auflage (1927) fügt noch einen bedeutsamen Brief von Marx über Lassalle hinzu. 104 Seiten. Zuerst 1924, DNB 580663841.

- 5 Ferdinand Lassalle: Ueber Verfassungswesen. Zwei Vorträge, gehalten im Berliner Bürgerbezirks-Verein, und ein offenes Sendschreiben (1862). Mil einer Einleitung von Franz Mehring (1909). Diese Reden von Lassalle geben ein Bild von den realen Machtverhältnissen, die jeder Verfassung zugrunde liegen. 2., um eine Pressepolemik Lassalles erw. Aufl., 1930, 94 Seiten. Zuerst 1923, DNB 580516962.

- 6 Ferdinand Lassalle: Arbeiterprogramm. Über den besonderen Zusammenhang der gegenwärtigen Geschichtsperiode mit der Idee des Arbeiterslandes. Mit dieser Rede bereitete Lassalle die Gründung des Allgemeinen Deutschen Arbeitervereins vor. Die ausführliche Einleitung von Mehring (1909) gibt die Ergänzung einiger historischer Ausführungen in der Rede Lassalles. 58 Seiten. Zuerst 1923, DNB 580516881.

- 7 Friedrich Engels: Die Entwicklung des Sozialismus von der Utopie zur Wissenschaft. Mit einem Anhang: Karl Radek: Die Entwicklung des Sozialismus von der Wissenschaft zur Tat. Mit Vorwort, Fremdwörterverzeichnis und Anmerkungen, herausgegeben von Dr. H. Duncker. Ein Leitfaden für das Studium der marxistischen Weltanschauung und der Grundgedanken der materialistischen Entwicklungslehre. Durch Radeks Arbeit (1918) ergänzt, gibt der Band zugleich einen Ueberblick über die Geschichte des Sozialismus von 1800 bis 1918. 4. Auflage. 1932, 88 Seiten. Zuerst 1924, DNB 579737284.

- 8 Friedrich Engels: Der deutsche Bauernkrieg. Im Anhang: „Die Mark“, von Engels, und andere Beigaben. Mit einer Einleitung, herausgegeben von Dr. H. Duncker. Mit 28 zeitgenössischen Illustrationen. Die klassische marxistische Schrift über den großen Bauernaufstand im Jahre 1525. Im Anhang: Franz Mehring über Engels Bauernkrieg (1908). Das Vorwort zur 2. Auflage stellt alle wichtigen Ausführungen von Marx und Engels zur Bauernfrage zusammen. 3. Auflage, 1932, 184 Seiten. Zuerst 1925, DNB 579737225.

- 9 W. I. Lenin: Die Kinderkrankheit des "Radikalismus" im Kommunismus. Versuch einer populären Darstellung der marxistischen Strategie und Taktik. Mit einer Einleitung herausgegeben von Dr. Hermann Duncker. Im Anhang vier Artikel Lenins sowie ein Namen- und Fremdwörter-Verzeichnis. Diese grundlegende theoretische Schrift Lenins über marxistische Strategie und Taktik beleuchtet die Tagesfragen der kommunistischen Politik: Parlamentarismus, Gewerkschaftsarbeit, Frage der „Kompromisse“. 4. Auflage, 1932, 127 Seiten, DNB 580546667.

- 10 W. I. Lenin: Staat und Revolution. Die Lehre des Marxismus vom Staat und die Aufgaben des Proletariats in der Revolution. In dieser Schrill hat Lenin auf Grund der Lehre von Marx und Engels seine revolutionäre Staatstheorie entwickelt und den Begriff „Diktatur des Proletariats“ klar Umrissen. Sie ist eines der bedeutendsten theoretischen Werke des Leninismus. 4. Auflage, 1932. 125 Seiten. Zuerst 1926, DNB 580546802.

- 11 Friedrich Engels: Grundsätze des Kommunismus. Mit Anhang: Aus der Entstehungszeit des Kommunistischen Manifestes. Vorwort und Fremdwörterverzeichnis von Dr. H. Duncker. In 25 Fragen und Antworten behandelt Engels in diesem „Entwurf eines kommunistischen Glaubensbekenntnisses“ die Grundsätze des Kommunismus. Die im Jahre 1847 verfasste Arbeit war ein Vorentwurf des Kommunistischen Manifestes. 4. Auflage, 1932, 80 Seiten. Zuerst 1928, DNB 579737330.

- 12 Marx-Engels: Kritiken der sozialdemokratischen Programmentwürfe von 1875 und 1891. Mit Anhang: 1. Marx und Engels gegen den sozialdemokratischen Opportunismus. 2. Die sozialdemokratischen Parteiprogramme 1863 bis 1925. Herausgegeben von Dr. H. Duncker. Das Buch enthält die bedeutsamen Kritiken von Marx und Engels an den Entwürfen des Gothaer und Erfurter Programms. Der Anhang bringt unter anderem 63 Briefstellen von Marx und Engels, in denen sie die Anfänge eines kleinbürgerlichen Reformismus heftig bekämpfen. 3. ergänzte Auflage, 1931. 148 Seiten. Zuerst 1928, DNB 580664058

- 13 Marx-Engels: Ueber historischen Materialismus. (Ein Quellenbuch.) Teil I: Die Herausbildung der materialistischen Welt- und Geschichtsauffassung in den Schriften von 1842 bis 1846. Zusammengestellt, mit Vorwort und Anmerkungen versehen von Dr. H. Duncker. Dieser Teil verwertet die Schriften aus jener Zeit, in der sich bei den Verfassern die Herausbildung ihrer materialistischen Weltanschauung vollzog. Er enthält u. a.: Marx’ Kritik der Hegelschen Rechtsphilosophie und die „Deutsche Ideologie“. 2. Auflage, 1931. 144 Seiten. Zuerst 1930, DNB 580663795.

- 14 Marx-Engels: Ueber historischen Materialismus. (Ein Quellenbuch.) Teil II: Die materialistische Geschichtsauffassung in den Schriften seit 1846. Ausgewählt und mit Vorwort, Anmerkungen und Fremdwörterverzeichnis versehen von Dr. H. Duncker, 160 Seiten. Beide Teile, die zusammen über 160 zumeist größere Zitate und sieben vollständige Abhandlungen von Marx und Engels vereinigen, in einem Leinenband. 2. Auflage, 1931, 304 Seiten. Zuerst 1930, DNB 580663809.

- 15 Engels-Lenin: Militärpolitische Schriften. Teil I: Friedrich Engels. herausgegeben und eingeleitet von K. Schmidt. Engels hat sich sehr eifrig und dauernd mit militärpolitischen und militärgeschichtlichen Studien beschäftigt. Leider sind diese in vielen Schriften von Engels zerstreut. Hier wird zum erstenmal der Versuch gemacht, sämtliche militärpolitischen Lehren von Engels zusammenzufassen (beschlagnahmt). 2. Auf!., 1931, 136 Seiten, DNB 579737128.

- 16 Engels-Lenin: Militärpolitische Schriften. Teil II: W. I. Lenin. Herausgegeben und eingeleitet von K. Schmidt. Dieser zweite Band bringt Artikel Lenins über die militärpolitischen Fragen des russisch-japanischen Krieges und der Revolution von 1905 (beschlagnahmt). 1930, DNB 57973711X.

- 17 Friedrich Engels: Zur Wohnungsfrage. Die grundlegende Schrift zur Wohnungsfrage im kapitalistischen Staat und in der Uebergangszeit. Herausgegeben und eingeleitet von Dr. P. Friedländer. Eine Streitschrift gegen die Quacksalberei, die Wohnungsfrage der kapitalistischen Gesellschaft zu „lösen“. 1930, 112 Seiten, DNB 579737519.

- 18 Marx-Lassalle: Unter der Anklage des Hochverrats. Zwei Gerichtsreden aus dem Jahre 1849. Mit Vorwort von Engels (1885) und Anhang: Aus Artikeln der „Neuen Rheinischen Zeitung“ (1S48). Neu herausgegeben mit Einleitung und Fremdwörterverzeichnis von Dr. H. Duncker. Die zwei Reden: „Marx vor den Kölner Geschworenen“ und Lassalles „Assisenrede“ sind wichtige Quellen zum Studium der Revolutionen des Jahres 1848 und der Anfänge der deutschen Arbeiterbewegung. 1930, 120 Seiten, DNB 580663868.

- 19 Karl Marx: Die Klassenkämpfe in Frankreich. 1848 bis 1850. Mit einer Einleitung von Friedrich Engels. Diese Ausgabe ist die erste, der die unverfälschte Einleitung von Engels vorangestellt ist. 2. Aufl., 1932. Zuerst 1930, DNB 580664007.

- 20 W. I. Lenin: Ueber den Reformismus. Eingeleitet und herausgegeben von .1. Kraus. Der Band enthält die zwei grundlegenden Artikel Lenins: „Der Zusammenbruch der II. Internationale“ und „Der Imperialismus und die Spallung des Sozialismus“. 1930, 120 Seiten, DNB 580547132.

- 21 Marx-Engels: Ueber Zölle und Steuern. Eingeleitet und herausgegeben von Dr. H. Duncker. Dieses Bändchen bringt jene zwei Reden über den Freihandel, die Engels in Elberfeld und Marx in Brüssel in den 40er Jahren gehalten haben, außerdem eine Reihe ebenfalls z. T. vergriffene oder schwer erlangbare Artikel zur Handelspolitik und die politische Streitschrift von Engels: „Der preußische Schnaps vor dem Reichstag“.

- 22 Friedrich Engels: Kleine ökonomische Aufsätze. Eingeleitet und herausgegeben von Dr. H. Duncker. Die außerordentliche Fähigkeit von Engels, die Hauptlehren des Marxismus populär anschaulich darzustellen, gab die Veranlassung, eine Reihe z. T. vergriffene kleine ökonomische Aufsätze von Engels in diesem Band zu vereinigen. Er enthält u. a.: „Umrisse einer Kritik der Nationalökonomie“, den Nachtrag zum III. Band des „Kapital“, eine von Engels pseudonym verfertigte Gesamtdarstellung des ersten Bandes des „Kapital“ und anderes mehr, 160 Seiten, 1931, DNB 579737187

- 23 Karl Marx: Die erste Internationale. Die Schrift umfaßt außer der Inauguraladresse alle wichtigsten Resolutionen und Dokumente, die sich auf die Internationale Arbeiter-Assoziation beziehen und von Marx herrühren.

- 24 Karl Liebknecht: Klassenkampf gegen den Krieg. Mit Anhang: Betrachtungen und Erinnerungen aus großer Zeit.

- 25 Karl Marx: Der Bürgerkrieg in Frankreich. Mit einer Einleitung von Friedrich Engels. 111 Seiten. 1931, DNB 580663914.

- 26 Engels-Lenin: Militärpolitische Schriften. Teil III: Die Revolution von 1917 und die Rote Armee. Herausgegeben und eingeleitet von K. Schmidt. Der letzte Band dieser historischen Serie bringt u. a. die berühmten Briefe Lenins an das ZK. der Bolschewiki vom September und Oktober 1917, ferner eine Auswahl der wichtigsten Reden aus der Periode des Bürgerkriegs und der Revolutionskriege, DNB 580547027.[3]

- 27 W. I. Lenin: Die Bolschewiki und die Machtergreifung 1917. I. Teil. Diese Schrift enthält die wesentlichsten Briefe und Artikel Lenins von April bis Juni 1917, wo die Frage der Umwandlung der bürgerlichen Revolution in die proletarische in den Vordergrund gestellt wird, 123 Seiten. 1931, DNB 58054639X.

- 28 Friedrich Engels: Der Ursprung der Familie, des Privateigentums und des Staates. Im Anschluß an Lewis H. Morgans Forschungen. Im Anhang: F. Engels, „Ein neuentdeckter Fall von Gruppenehe“ (1892). Mit Vorbemerkung, Anmerkungen und Fremd Wörter Verzeichnis. Herausgegeben von Dr. H. Duncker, 1931, 184 Seiten, DNB 579737489.

- 29 W. I. Lenin: Die Bolschewiki und die Machtergreifung 1917. II. Teil. In dieser Schrift sind bis auf „Staat und Revolution“ die wichtigsten Arbeiten von Lenin vom Juli bis Oktober 1917, die der Frage der Machtergreifung durch das Proletariat gewidmet sind, zusammengefaßt, 160 Seiten. 1931

- - (ohne Bandangabe, s. Verlagsverzeichnis) Wegweiser zum Studium der ökonomischen Grundlehren von Karl Marx. Als Anleitung zum Selbststudium herausgegeben von Dr. Hermann Duncker. Im Anhang zwei Artikel von F. Engels und R. Luxemburg über Marx „Kapital“. Zweite, stark erweiterte Auflage, 1931, 62 Seiten, DNB 572936281.